# 1088 Mitaka
Az 1088 Mitaka (ideiglenes jelöléssel 1927 WA) a Naprendszer kisbolygóövében található aszteroida. Okuro Oikawa fedezte fel 1927. november 17-én. Nevét Mitaka, Japán városról kapta.